# Axel Olrik

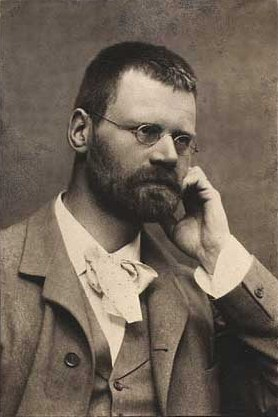
Axel Olrik

Axel Olrik, född 3 juli 1864 i Köpenhamn, död 17 februari 1917 i Øverød, var en dansk folkminnesforskare. Han var son till Henrik Olrik och bror till Jørgen Olrik.

## Biografi
Olrik blev student 1881, avlade magisterkonferens i nordisk filologi 1887, blev filosofie doktor 1892, docent i nordiska folkminnen vid Köpenhamns universitet 1897 och professor där 1913. 
Olriks första stora arbete är Danske Ridderviser (I–III, 1898–1919), som han utgav som fortsättning av Svend Grundtvigs Danmark's gamle Folkeviser; efter Olriks död fortsattes utgivningen av Hakon Grüner-Nielsen; trots att Olrik i huvudsak går i Grundtvigs fotspår, visar på många punkter stor självständighet i kritiska grundsatser. En utmärkt folkutgåva, Danske Folkeviser i Udvalg, utgav han tillsammans med Ida Falbe-Hansen (1899, andra samlingen 1909).
I sitt andra större verk Kilderne til Sakse's Oldhistorie (I–II, 1892–94) skiljer han skarpsinnigt mellan det material som Saxo hämtat från norsk-isländska och danska källor. Av hans stort anlagda verk Danmarks Heltedigtning utkom två band (1903 och 1910), som behandlar sägnerna om Lejrekungarna, Starkaddikterna och den yngre Sköldungalinjen.
I Verdenskulturen skrev han avsnittet Nordisk Åndsliv i Vikingetid og tidlig Middelalder (1907). År 1912 återberättade han Danske Sagn og Eventyr fra Folkemunde. Efter hans död utkom Grundsætninger for Sagnforskning (1921). I många tidskriftsartiklar och dylikt behandlade han nordisk mytologi (Om Ragnarok, "Aarbøger for nordisk Oldkyndighed og Historie" 1902, "Danske Studier" 1913), folktraditioner, namnskick m.m.; hans tolkning av bilderna på Gallehushornen trycktes i "Danske Studier" 1918.
Tillsammans med Marius Kristensen redigerade Olrik från 1904 tidskriften "Danske Studier". År 1905 blev han föreståndare för den, främst på hans initiativ inrättade Dansk Folkemindesamling, som förvaras i Det Kongelige Bibliotek, och 1908 blev han ordförande för föreningen Danmarks Folkeminder, som likaledes har Olrik att tacka sin tillkomst. Om det inflytande som han utövade på folkminnesforskningen långt utanför Danmarks gränser, vittnar att han var medstiftare av det internationella sällskapet Folklore Fellows (1907) och medutgivare av dess "Communications" (från 1910).